# 2019년 세계 수영 선수권 대회
제18회 세계 수영 선수권 대회는 2019년 7월 12일부터 2019년 7월 28일까지 대한민국 광주광역시에서 열린 국제 수영 대회이다. 부대 행사로는 8월 5일부터 8월 18일까지 개최한 제18회 2019광주FINA세계마스터즈수영선수권대회가 있다.

## 개최지 선정
2013년 7월 19일 스페인 바르셀로나에서 열린 FINA 집행위원회의에서 대한민국 광주광역시를 개최지로 선정했다. 같이 입후보했던 부다페스트는 2021년 대회 개최지로 선정되었으나, 2017년 대회 개최지로 예정되었던 멕시코 과달라하라가 개최권을 반납하여 2017년에 먼저 대회를 개최하였다.

### 유치 신청 도시
- 광주광역시
- 부다페스트

### 유치와 관련된 논란
광주광역시가 이 대회를 유치하는 과정에서 유치제안서에 있는 김황식 당시 국무총리와 최광식 당시 문화체육관광부장관의 서명을 위조한 것이 밝혀져 논란이 되었다. 이로 인해 정부가 대회 예산 지원을 철회한다는 입장을 밝히게 되는 문제로 번졌다.

## 대회 상징

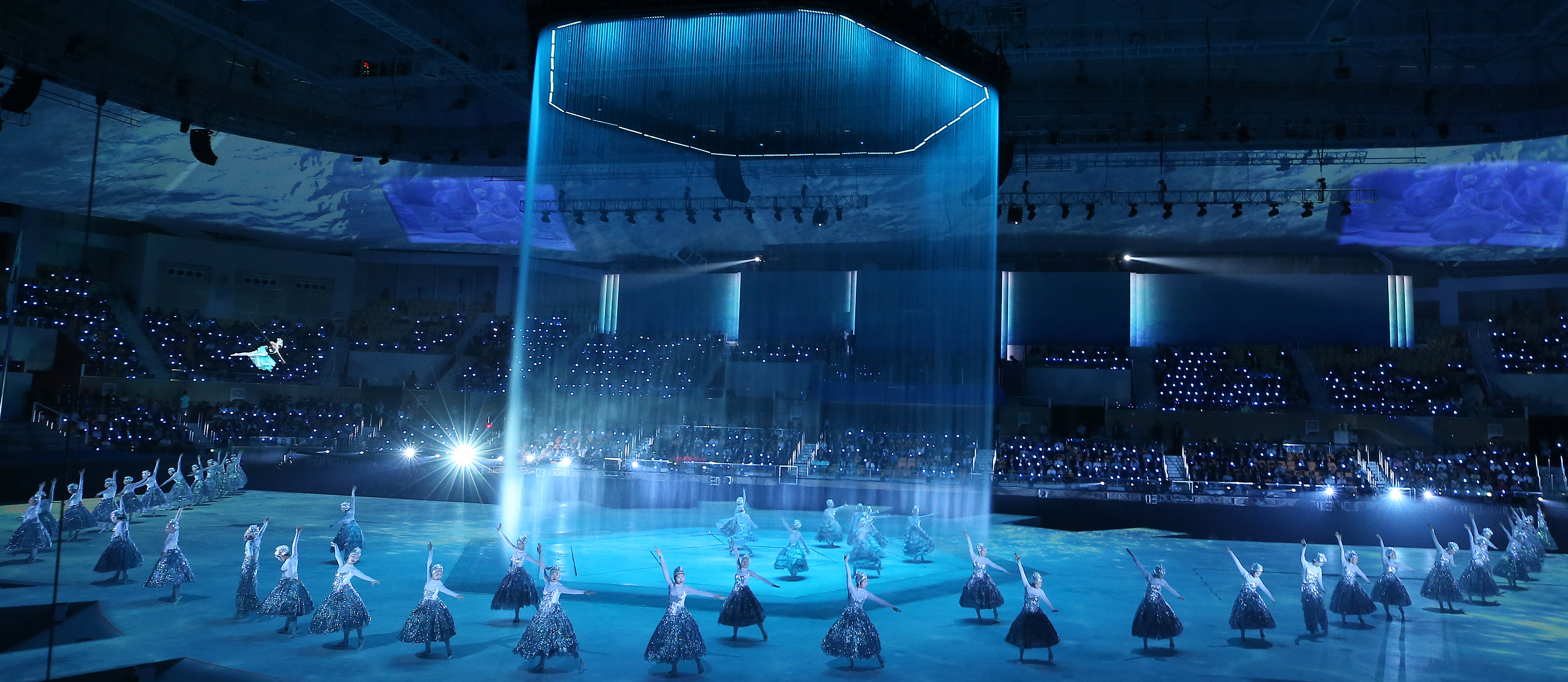
2019 광주 세계 수영 선수권 대회 개막식

로고는 무등산과 영산강을 형상화하여 '평화의 물결'이라는 상징으로 삼았다. 이번 대회의 슬로건은 '평화의 물결 속으로(Dive into Peace)'로 민주주의와 인권을 드높여온 광주에서 인류 평화에 대한 염원을 담았다. 마스코트는 무등산과 영산강에 서식하고 있는 천연기념물 수달을 남녀 한쌍으로 의인화하였다.

## 경기 시설
공식 경기 시설은 다음과 같다. 대다수의 경기 시설은 임시 또는 가설되어 운영된다. 수구 경기장과 아티스틱 수영, 하이다이빙 경기장에 사용되었던 수조, 가설 스탠드 등의 임시시설은 2020 도쿄 올림픽의 수영 관련 종목 경기 때 임시시설로 다시 활용된다.

### 경기장

#### 광주광역시

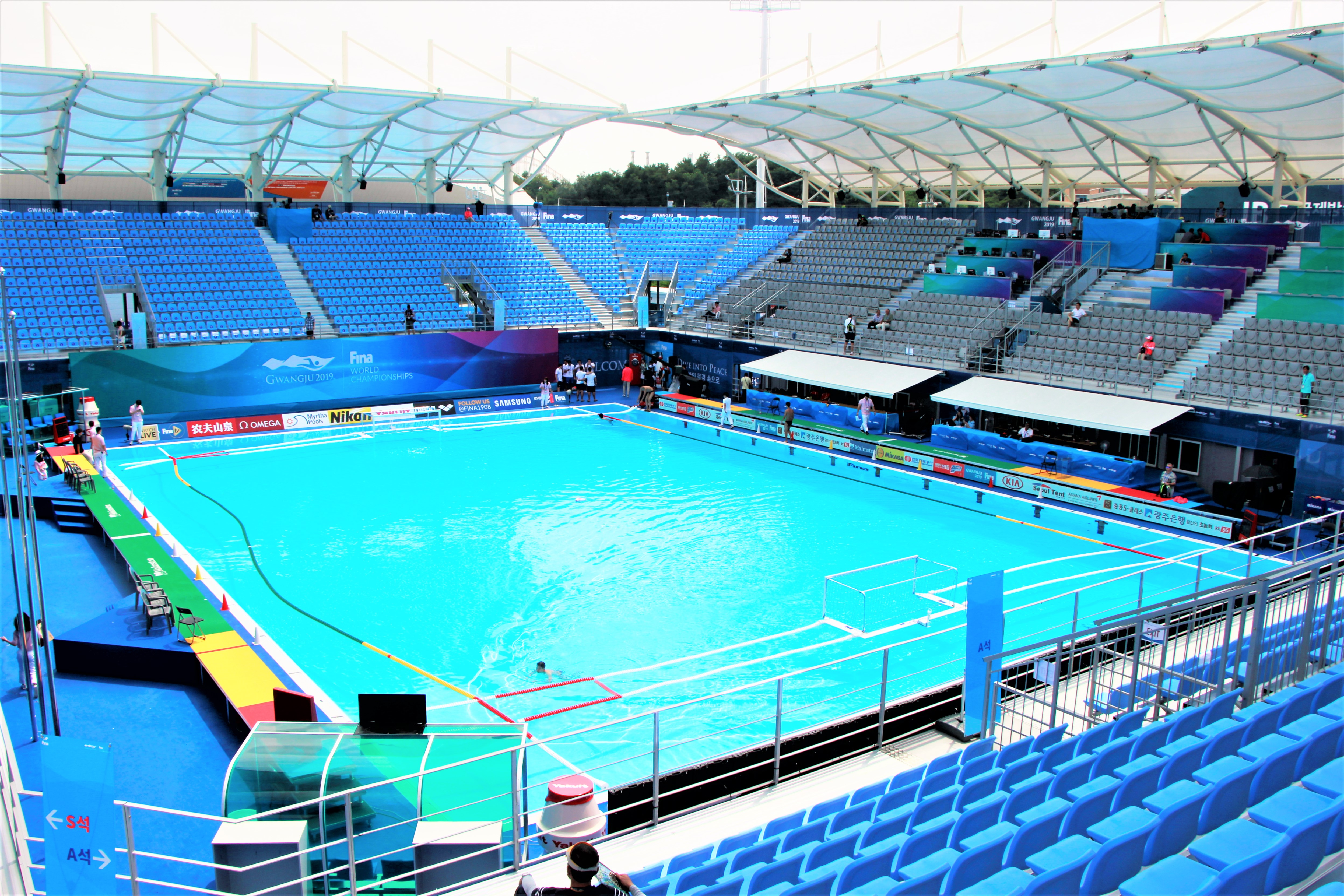
가설스탠드로 지어진 광주세계수영선수권대회 당시 수구 경기장.

- 남부대학교 시립 국제수영장 - 경영, 다이빙
  - 남부대학교 시립국제수영장에서는 다이빙과 경영 경기가 열렸다. 대회 기간 관중석과 대회 부대시설 마련을 위해 1만 2천여 석 규모의 가설 스탠드가 마련되었다.
- 남부대학교 축구장 - 수구
- 염주종합체육관 - 아티스틱스위밍
- 조선대학교 축구장 - 하이다이빙

#### 여수시
- 여수 엑스포 공원 - 오픈워터 수영

### 지원시설

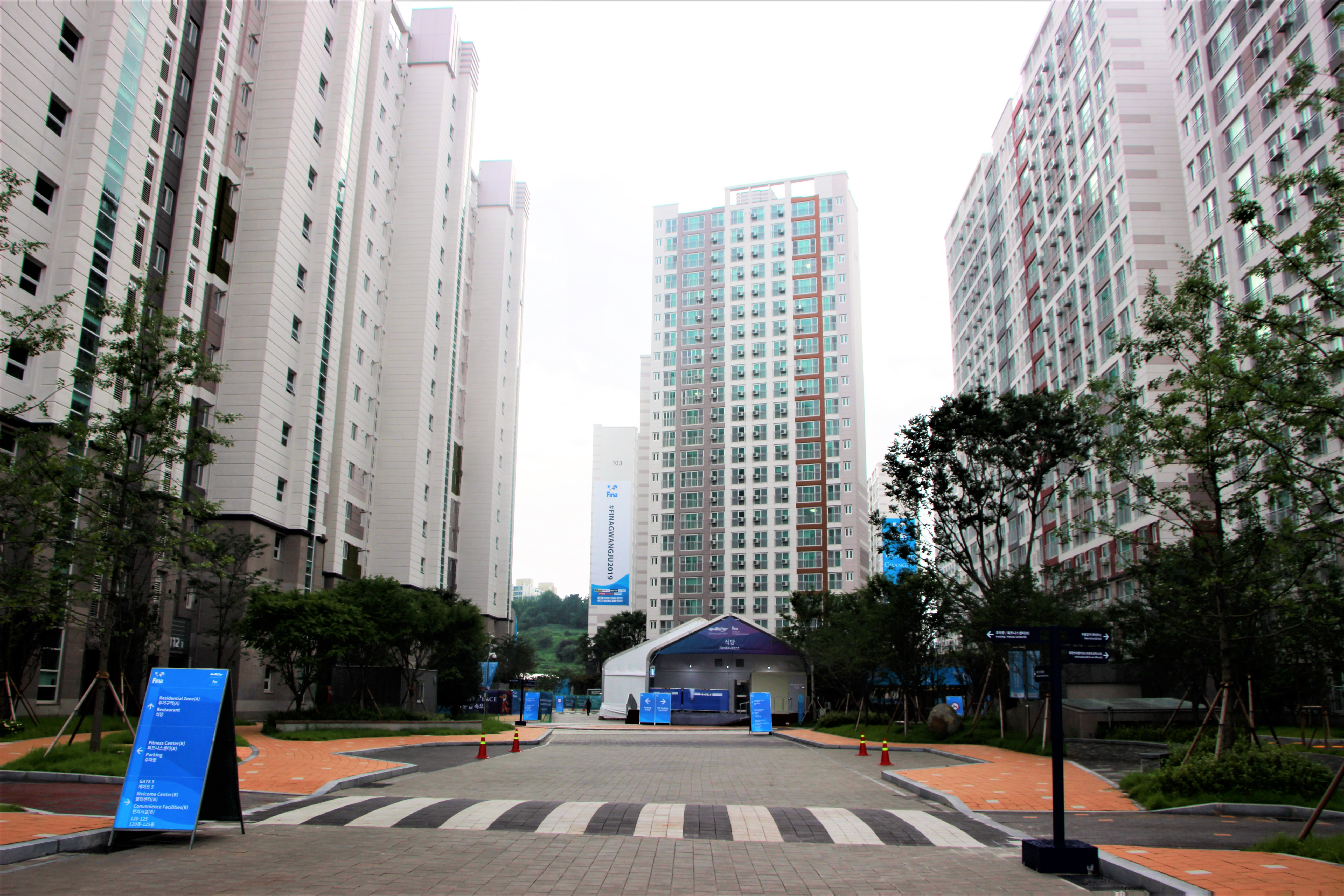
2019 광주FINA세계수영선수권대회 선수촌.

- 공식 선수촌과 미디어촌은 광주광역시 광산구 우산동의 우산주공아파트 재건축 부지를 활용해 지어졌다. 중흥건설이 건설에 참여했으며, 광주 세계수영선수권대회가 끝난 뒤에는 정비를 거쳐 우산동 중흥S-클래스센트럴 선수촌아파트로 개장해 시민들의 보금자리로 활용된다. 커뮤니티 시설, 공원부지 등에 대회 배후시설이 마련되어 선수와 미디어 관계자들의 편의를 도모했다.[6]
- 미디어 프레스 센터(MPC)와 국제방송센터(IBC)는 임시시설로 건설되었다. MPC는 남부대학교 시립국제수영장의 가설 스탠드 내에 입주했고, IBC는 남부대학교 부지 내에 천막으로 마련되었다.

## 일정
| ● | 개회식 | ● | 경기 | ● | 결승 | ● | 폐회식 | M | 남성선수 경기 | W | 여성선수 경기 |

| 7월           | 12 | 13 | 14 | 15 | 16 | 17 | 18 | 19 | 20 | 21 | 22 | 23 | 24 | 25 | 26 | 27 | 28 | 합계 |
| ------------- | -- | -- | -- | -- | -- | -- | -- | -- | -- | -- | -- | -- | -- | -- | -- | -- | -- | ---- |
| 개회식        | ●  |    |    |    |    |    |    |    |    |    |    |    |    |    |    |    | ●  | 76   |
| 경영          |    |    |    |    |    |    |    |    |    | 4  | 4  | 5  | 5  | 5  | 5  | 6  | 8  | 42   |
| 오픈워터 수영 |    | 1  | 1  |    | 1  | 1  | 1  | 2  |    |    |    |    |    |    |    |    |    | 7    |
| 아티스틱 수영 | ●  | 1  | 1  | 2  | 1  | 1  | 1  | 1  | 2  |    |    |    |    |    |    |    |    | 10   |
| 다이빙        | ●  | 3  | 2  | 2  | 1  | 1  | 1  | 1  | 2  |    |    |    |    |    |    |    |    | 13   |
| 하이 다이빙   |    |    |    |    |    |    |    |    |    |    | ●  | 1  | 1  |    |    |    |    | 2    |
| 수구          |    |    | W  | M  | W  | M  | W  | M  | W  | M  | W  | M  | W  | M  | W  | M  |    | 2    |

- 개회식은 광주여자대학교 유니버시아드 체육관에서, 폐회문화행사는 국립아시아문화전당 예술극장에서, 폐회식은 남부대학교 시립국제수영장에서 개최되었다.[7]

## 세부 종목
- 경영
- 오픈워터 수영
- 아티스틱 수영
- 다이빙
- 하이 다이빙

## 참가국
참가국 및 참가 인원은 다음과 같다.
- 가나 (4)
- 가봉 (2)
- 감비아 (3)
- 가이아나 (3)
- 과테말라 (2)
- 괌 (6)
- 그레나다 (3)
- 그리스 (49)
- 기니 (3)
- 나이지리아 (4)
- 나미비아 (3)
- 남아프리카 공화국 (64)
- 네덜란드 (37)
- 네팔 (4)
- 노르웨이 (6)
- 뉴질랜드 (51)
- 니제르 (3)
- 덴마크 (12)
- 대한민국 (78) (개최국)
- 도미니카 공화국 (3)
- 독일 (16)
- 라오스 (3)
- 라트비아 (6)
- 러시아 (91)
- 레바논 (4)
- 루마니아 (9)
- 룩셈부르크 (6)
- 리투아니아 (1)
- 리히텐슈타인 (2)
- 말레이시아 (4)
- 몰디브 (4)
- 멕시코 (21)
- 모나코 (3)
- 모로코 (1)
- 몬테네그로
- 몽골 (4)
- 미국 (27)
- 베네수엘라 (5)
- 벨기에 (1)
- 벨라루스 (12)
- 볼리비아 (3)
- 북마케도니아 (1)
- 불가리아 (2)
- 브라질 (23)
- 산마리노 (2)
- 세네갈 (1)
- 세르비아 (3)
- 세이셸 (5)
- 수단 (1)
- 스웨덴 (3)
- 스위스 (14)
- 스페인 (22)
- 슬로바키아 (14)
- 슬로베니아 (1)
- 싱가포르 (13)
- 아루바 (2)
- 아르메니아 (2)
- 아르헨티나 (5)
- 아일랜드 (1)
- 앙골라 (1)
- 영국 (13)
- 에스토니아 (3)
- 에콰도르 (6)
- 엘살바도르 (1)
- 오스트레일리아 (27)
- 오스트리아 (4)
- 우루과이 (1)
- 우즈베키스탄 (6)
- 우크라이나 (18)
- 이스라엘 (15)
- 이집트 (16)
- 이탈리아 (28)
- 인도 (5)
- 인도네시아 (1)
- 일본 (19)
- 자메이카 (1)
- 조지아 (1)
- 중국 (32)
- 체코 (8)
- 칠레 (4)
- 카자흐스탄 (18)
- 캐나다 (22)
- 코스타리카 (12)
- 코트디부아르
- 콜롬비아 (8)
- 쿠바 (7)
- 쿠웨이트 (4)
- 크로아티아 (1)
- 타지키스탄
- 태국 (19)
- 튀르키예 (4)
- 튀니지 (1)
- 페루 (1)
- 포르투갈 (5)
- 폴란드 (13)
- 푸에르토리코 (1)
- 프랑스 (24)
- 핀란드
- 필리핀
- 헝가리 (18)
- 홍콩 (14)

## 메달 집계
| 순위 | 국가              | 금메달 | 은메달 | 동메달 | 합계 |
| ---- | ----------------- | ------ | ------ | ------ | ---- |
| 1    | 중국              | 16     | 11     | 3      | 30   |
| 2    | 미국              | 15     | 11     | 10     | 36   |
| 3    | 러시아            | 12     | 11     | 7      | 30   |
| 4    | 오스트레일리아    | 7      | 9      | 7      | 23   |
| 5    | 헝가리            | 5      | 0      | 0      | 5    |
| 6    | 이탈리아          | 4      | 6      | 5      | 15   |
| 7    | 영국              | 4      | 2      | 6      | 12   |
| 8    | 독일              | 3      | 2      | 3      | 8    |
| 9    | 브라질            | 2      | 3      | 2      | 7    |
| 10   | 캐나다            | 2      | 2      | 7      | 11   |
| 11   | 일본              | 2      | 2      | 6      | 10   |
| 12   | 프랑스            | 1      | 3      | 3      | 7    |
| 13   | 스웨덴            | 1      | 2      | 2      | 5    |
| 14   | 우크라이나        | 1      | 1      | 5      | 7    |
| 15   | 남아프리카 공화국 | 1      | 1      | 2      | 4    |
| 16   | 스페인            | 0      | 4      | 1      | 5    |
| 17   | 멕시코            | 0      | 2      | 4      | 6    |
| 18   | 그리스            | 0      | 1      | 0      | 1    |
| 18   | 말레이시아        | 0      | 1      | 0      | 1    |
| 18   | 네덜란드          | 0      | 1      | 0      | 1    |
| 18   | 노르웨이          | 0      | 1      | 0      | 1    |
| 18   | 스위스            | 0      | 1      | 0      | 1    |
| 23   | 크로아티아        | 0      | 0      | 1      | 1    |
| 23   | 이집트            | 0      | 0      | 1      | 1    |
| 23   | 뉴질랜드          | 0      | 0      | 1      | 1    |
| 23   | 대한민국          | 0      | 0      | 1      | 1    |
| 합계 | 합계              | 76     | 77     | 77     | 230  |

## 미디어
- 미국 - NBC유니버설
- 스웨덴 - SVT
- 이탈리아 - RAI
- 일본 - TV 아사히, 아사히 방송(ANN 가맹국)
- 대한민국 - MBC(독점방송, 광주문화방송기준)
- 유럽방송연맹

## 후원
- 2019년 세계 수영 선수권 대회의 후원사는 다음의 대분류로 지정되어 있다.[8]

### FINA 공식 파트너
- DB손해보험[9]
- 농부산천
- 니콘
- 미르나사 풀스
- 삼성그룹
- 아레나
- 오메가
- 한국야쿠르트

### 내셔널 스폰서
- KT
- 광주은행
- 서울텐트
- 아시아나항공
- 중흥 S 클래스

### FINA 공식 서플라이어
- 듀라플렉스
- 맘스텐
- 미카사

### 내셔널 서플라이어
- DB손해보험[10]
- 신세계 톰보이
- 아모제푸드[11]
- 영신에프엔에스
- 중흥건설[12]

### 내셔널 서포터
- 동영산업
- 제일에프엔에스
- (주)세방여행
- 티켓링크